# Paolo Cappelletto
Paolo Cappelletto war ein italienischer römisch-katholischer Bischof.
Cappelletto wurde am 24. Juli 1551 zum Bischof von Lacedonia ernannt. Um 1565 resignierte er.